# Surzynówka
Surzynówka (816 m) – szczyt w Paśmie Jałowieckim, znajdujący się po północno-zachodniej stronie przełęczy Przysłop. Pasmo to w regionalizacji fizycznogeograficznej Polski według Jerzego Kondrackiego zaliczane jest do Beskidu Makowskiego, w nowszej regionalizacji z 2018 roku do Beskidu Żywiecko-Orawskiego, a w najszerszym ujęciu do Beskidu Żywieckiego.
Surzynówka jest najwyższym szczytem jednego z bocznych grzbietów Pasma Jałowieckiego. Grzbiet ten opada w północno-zachodnim kierunku do Stryszawki w Stryszawie i oddziela dolinę potoku Hucisko od doliny potoku Czerna. Surzynówka jest porośnięta lasem, ale na przełęczy między sąsiednią Magurką ciągną się pola i zabudowania osiedli Suchej Beskidzkiej i Przysłopu.
Surzynówka znajduje się w granicach miejscowości Stryszawa w powiecie suskim, w województwie małopolskim. Tuż pod szczytem, po jego północnej stronie, znajduje się duży Ośrodek Konferencyjno-Wypoczynkowy „Beskidzki Raj”, karczma „Beskidzki Raj”, mini-ZOO oraz stalowa, 6-kondygnacyjna wieża widokowa (wstęp płatny).
Nazwę Surzynówka podają mapy Geoportalu bazujące na państwowym rejestrze nazw geograficznych. Według Aleksego Siemionowa jednak prawidłowa nazwa szczytu to Surzynów Groń, takiej nazwy używa bowiem miejscowa ludność i taką nazwę zatwierdziła Komisja Turystyki Górskiej Oddziału PTTK „Ziemia Wadowicka” w 1981 r. Na austriackich mapach występowała błędna nazwa Susinów, a nazwę Surzynówka wprowadziły mapy PPWK i WIG.